# Piccola Industria

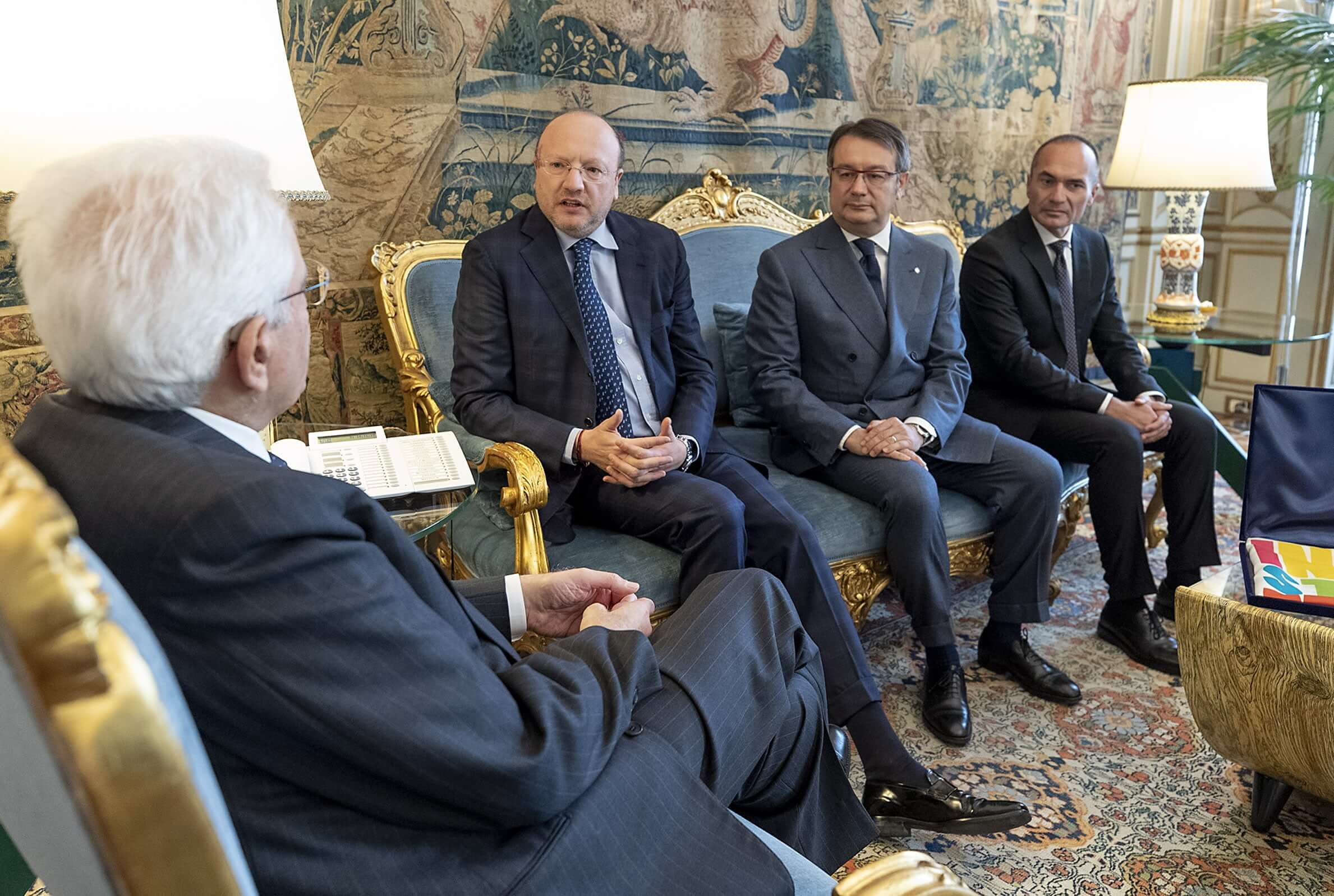
Il Presidente Sergio Mattarella con il Presidente di Confindustria, Vincenzo Boccia e una delegazione di Piccola Industria Confindustria, guidata dal Presidente Carlo Robiglio, in occasione della decima edizione della Giornata Nazionale delle Piccole e Medie Imprese

Piccola Industria è l'associazione di Confindustria che rappresenta le piccole e medie imprese (PMI), circa il 98 per cento degli associati.
Piccola Industria ha rappresentanze presenti in tutte le associazioni territoriali di Confindustria ed organizza ogni anno la Giornata Nazionale delle Piccole e Medie Imprese. Nel 2019 i vertici sono stati ricevuti dal Presidente della Repubblica Sergio Mattarella.
A livello nazionale, il coordinamento è affidato al Consiglio di Presidenza e al Consiglio Centrale, organi con funzione di proposta, direzione e coordinamento di Piccola Industria.
Edita il magazine L'imprenditore e dal 2016 ha sottoscritto un protocollo con il Dipartimento della Protezione Civile della Presidenza del Consiglio dei Ministri per porre in essere azioni comuni in ottica di prevenzione, preparazione e risposta all'emergenza e per diffondere una cultura della resilienza nell'interesse del tessuto produttivo. Grazie a questo accordo l'associazione ha supportato la Protezione Civile nelle principali emergenze a partire dal terremoto dell'Aquila del 2009 e dal Covid-19.

Lo storico Valerio Castronovo ha dedicato un libro alla Piccola Industria edito da Laterza.
I presidenti nella storia:
- Giuseppe Morandini
- Vincenzo Boccia
- Alberto Baban
- Carlo Robiglio[2]